# 2007-es magyar labdarúgókupa-döntő
A 2007-es magyar labdarúgókupa-döntő a sorozat 64. döntője volt. A finálét a Debreceni VSC és a Budapest Honvéd csapatai játszották. A találkozóra Budapesten, a Szusza Ferenc Stadionban került sor, május 9-én. A Honvéd sikerével történetében hatodszorra hódította el a trófeát.

## Út a döntőig
A döntőbe a Debreceni VSC és a Budapest Honvéd jutott be. Előbbi csapat csak a negyedik fordulóban kapcsolódott be a küzdelmekbe, a Honvéd már az előző körben is pályára lépett. Az elődöntőben, a DVSC a Diósgyőri VTK ellen kvalifikálta magát a döntőbe, 3–2-es összesítéssel. A Honvéd a Vasas ellen jutott a fináléba, egy hazai 0–0-s döntetlent követően, idegenben 2–1-re győztek.
| Debreceni VSC         | Debreceni VSC | Debreceni VSC    |              | Budapest Honvéd   | Budapest Honvéd | Budapest Honvéd  |
| Ellenfél              | Össz.         | Mérkőzések       | Forduló      | Ellenfél          | Össz.           | Mérkőzések       |
| --------------------- | ------------- | ---------------- | ------------ | ----------------- | --------------- | ---------------- |
|                       |               |                  | 3. forduló   | Monor             | 6–2             | 6–2 (i)          |
| Nyíregyháza Spartacus | 2–0           | 2–0 (i)          | 4. forduló   | Orosháza          | 1–0             | 1–0 (i)          |
| Dunaújváros           | 4–0           | 1–0 (i), 3–0 (o) | Nyolcaddöntő | Kaposvári Rákóczi | 5–1             | 1–1 (o), 4–0 (i) |
| Újpest                | 3–1           | 0–0 (i), 3–1 (i) | Negyeddöntő  | MTK Budapest      | 4–3             | 2–2 (i), 2–1 (o) |
| Diósgyőri VTK         | 3–2           | 2–2 (o), 1–0 (i) | Elődöntő     | Vasas             | 2–1             | 0–0 (o), 2–1 (i) |

## A mérkőzés
| 2007. május 9. 18:30 |

| Debreceni VSC                                                                 | 2–2 (h. u.)                 | Budapest Honvéd                                                          |
| ----------------------------------------------------------------------------- | --------------------------- | ------------------------------------------------------------------------ |
| Zsolnai 70' Sidibe 96' (11-esből) 119' Vukmir 36' Bíró 77′, 114′ Komlósi 112' | (0–1, 1–1, 2–2) Jegyzőkönyv | Ivancsics 28' 60' Szabó 105' (11-esből) 30' Benjamin 21' Pomper 62′, 96′ |
| Büntetőpárbaj                                                                 |                             |                                                                          |
| Komlósi Sidibe Kiss Zsolnai                                                   | 1–3                         | Ivancsics Genito Ndjodo Szabó                                            |

| Szusza Ferenc Stadion, Budapest Nézőszám: 6 880 Játékvezető: Bede Ferenc (magyar) Asszisztensek: Tompos Zoltán, Szalai Zoltán |

| DEBRECENI VSC | BUDAPEST HONVÉD |

| K                | 12 | Balogh János         |                       |
| V                | 22 | Bernáth Csaba        | a szünetben           |
| V                | 17 | Mészáros Norbert     |                       |
| V                | 16 | Komlósi Ádám         | 112'                  |
| V                | 4  | Leandro de Almeida   |                       |
| KP               | 30 | Kiss Zoltán          |                       |
| KP               | 5  | Dragan Vukmir        | 36'                   |
| KP               | 11 | Marco Tulio          | a szünetben           |
| KP               | 19 | Dzsudzsák Balázs     |                       |
| CS               | 26 | Ibrahima Sidibe      | 96' (11-esből) 119'   |
| CS               | 14 | Jimmy Jones Tchana   | 62'                   |
| Cserék:          |    |                      |                       |
| K                | 24 | Csernyánszki Norbert |                       |
| V                | 6  | Takács Zoltán        |                       |
| V                | 13 | Bíró Péter           | a szünetben 77′, 114′ |
| KP               | 7  | Dombi Tibor          |                       |
| KP               | 9  | Sándor Tamás         | a szünetben           |
| CS               | 18 | Zsolnai Róbert       | 62' 70'               |
| CS               | 21 | Thierry Issiémou     |                       |
| Edző:            |    |                      |                       |
| Miroslav Beránek |    |                      |                       |

| K            | 1  | Tóth Iván             |                     |
| V            | 36 | Schindler Szabolcs    |                     |
| V            | 6  | Pomper Tibor          | 62′, 96′            |
| V            | 20 | Mićo Smiljanić        |                     |
| V            | 23 | Vincze Zoltán         |                     |
| KP           | 9  | Dobos Attila          | 91'                 |
| KP           | 5  | Benjamin Angoua Bory  | 21'                 |
| KP           | 25 | Szabó Tibor           | 105' (11-esből) 30' |
| KP           | 7  | Ivancsics Gellért     | 28' 60'             |
| CS           | 21 | Hercegfalvi Zoltán    | 80'                 |
| CS           | 18 | Abraham Guié Gneki    | 57'                 |
| Cserék:      |    |                       |                     |
| K            | 11 | Sandro Tomić          |                     |
| V            | 2  | Mogyorósi József      |                     |
| V            | 4  | László András         |                     |
| V            | 15 | Debreceni András      |                     |
| KP           | 79 | Eugénio Fernando Bila | 91'                 |
| CS           | 8  | Édouard Ndjodo        | 57'                 |
| CS           | 27 | Koós Gábor            | 80'                 |
| Edző:        |    |                       |                     |
| Supka Attila |    |                       |                     |